# Till Mayer
Till Mayer (* 31. Januar 1972 in Hausham, Landkreis Miesbach) ist ein deutscher Fotojournalist, Kriegsreporter, Buchautor und Regisseur von Dokumentarfilmen. Ein Hauptmerk seiner Arbeit gilt der Ukraine. Seit 2017 dokumentiert er den Krieg im Donbas als Langzeitprojekt. Seit Beginn der großangelegten Invasion Russlands berichtet er mit Text- und Foto-Reportagen im monatlichen Rhythmus aus der Ukraine. Oft reist er dabei direkt in die Kampfgebiete. 

## Leben und Wirken
Nach dem Abitur in Pegnitz begann Till Mayer als freier Mitarbeiter für den Nordbayerischen Kurier zu berichten. Für seine erste Reportage aus dem Krisengebiet reiste er 1993 nach Bosnien. Regelmäßig arbeitet der Fotojournalist seitdem mit Hilfsorganisationen zusammen und sensibilisiert mit seinen Fotos und Reportagen für das Leid der Menschen in Kriegs-, Krisen- und Katastrophengebieten weltweit. In den Jahren 2003 und 2004 realisierte er Fotoprojekte im Iran und Irak.
Till Mayer ist als Redakteur beim Obermain-Tagblatt tätig. Im Jahr 2000 initiierte er die Leseraktion „Helfen macht Spaß“, die Menschen in Not unterstützt und die er leitet.
Seit dem Projekt Roter Winkel, hartes Leben über KZ-Überlebende engagiert er sich für bedürftige Senioren in Lwiw. Zusammen mit Pirmin Styrnol drehte Mayer zwei Dokumentationen in der Ukraine: Winter in Lviv über den Alltag von älteren Menschen und Für ein Lächeln über den Einsatz von Rote Nasen Clowndoctors.
In Kooperation mit Handicap International setzt sich Till Mayer für Unterstützung von Zivilisten ein, die durch Kriegshandlungen behindert wurden. Im Frühjahr 2019 wurde die Wanderausstellung erschüttert. Einschläge, die alles ändern im Deutschen Bundestag im Paul-Löbe-Haus gezeigt. Die Multimedia-Ausstellung macht auf die verheerenden Auswirkungen des Einsatzes von Explosivwaffen in bewohnten Gebieten aufmerksam. Mit großem Respekt und Mitgefühl erzählt Mayer die Geschichten von Menschen in Libyen, Tschad, Südsudan, Kongo, Syrien, Libanon, Irak, Afghanistan, Serbien, Bosnien, Kolumbien und Ukraine, deren Leben vom Krieg erschüttert wurde.
Seit 2017 dokumentierte Till Mayer den Krieg Russlands gegen die Ukraine in Donbas und warnte kontinuierlich vor der Gefahr eines Großangriffs. Nach dem russischen Überfall am 24. Februar 2022 reist er monatlich in die Ukraine und veröffentlicht seine Reportagen unter anderem in der Augsburger Allgemeine, der Main-Post, dem RND, dem Südkurier, der Rheinischen Post, der Frankfurter Rundschau, den Stuttgarter Nachrichten und der Stuttgarter Zeitung.

## Filmografie
- Winter in Lwiw (zusammen mit Pirmin Styrnol, 2017)
- Für ein Lächeln... (zusammen mit Pirmin Styrnol, 2018)

## Bibliografie (Auswahl)
- Not. Hrsg. DRK 2002, ISBN 3-00-009325-7. (englisch, deutsch)
- Teheran Juli 2004. Verlag Soureh Mehr 2004, ISBN 964-471-935-2
- roter Winkel, hartes Leben. Verlag Herder, Freiburg 2007, ISBN 978-3-451-29270-5. (deutsch, ukrainisch)
- Abseits der Schlachtfelder. Erich-Weiß-Verlag, 2010, ISBN 978-3-940821-07-2.[14]
- Barriere:Zonen. Erich-Weiß-Verlag, 2015, ISBN  978-3-940821-43-0.
- Dunkle Reisen. Erich-Weiß-Verlag, 2018, ISBN 978-3-940821-65-2.[15]
- Donbas – Europas vergessener Krieg. Erich-Weiß-Verlag, 2019, ISBN 978-3-940821-70-6.
- Ukraine – Europas Krieg. Erich-Weiß-Verlag, 2022, ISBN  978-3-910311-02-2.
- Europas Front: Krieg in der Ukraine. ibidem Verlag, 2024, ISBN 9783838219394.[16]
  - Європейський фронт. Війна в Україні. Übersetzung ins Ukrainische von Olha Halema. Duch i litera, Kyjiw 2025, ISBN 978-617-8445-05-8.

## Auszeichnungen (Auswahl)
- Coburger Medienpreis[17]
- Ehrenpreis des Dr. Georg Schreiber-Medienpreises[18]
- European Newspaper Award
- Ehrenzeichen des Deutschen Roten Kreuzes[19]
- Höchste Auszeichnung des Ukrainischen Roten Kreuzes